# Мезийак
Мезийа́к (фр. Mézilhac, окс. Mesilhac) — коммуна во Франции, находится в регионе Рона — Альпы. Департамент коммуны — Ардеш. Входит в состав кантона Антрег-сюр-Волан. Округ коммуны — Ларжантьер.
Код INSEE коммуны — 07158.

## Население
Население коммуны на 2008 год составляло 105 человек.
| 1962 | 1968 | 1975 | 1982 | 1990 | 1999 | 2008 |
| ---- | ---- | ---- | ---- | ---- | ---- | ---- |
| 194  | 268  | 191  | 166  | 140  | 108  | 105  |

## Экономика
В 2007 году среди 71 человека в трудоспособном возрасте (15—64 лет) 51 были экономически активными, 20 — неактивными (показатель активности — 71,8 %, в 1999 году было 80,0 %). Из 51 активных работали 46 человек (28 мужчин и 18 женщин), безработных было 5 (3 мужчин и 2 женщины). Среди 20 неактивных 2 человека были учениками или студентами, 12 — пенсионерами, 6 были неактивными по другим причинам.

## Фотогалерея

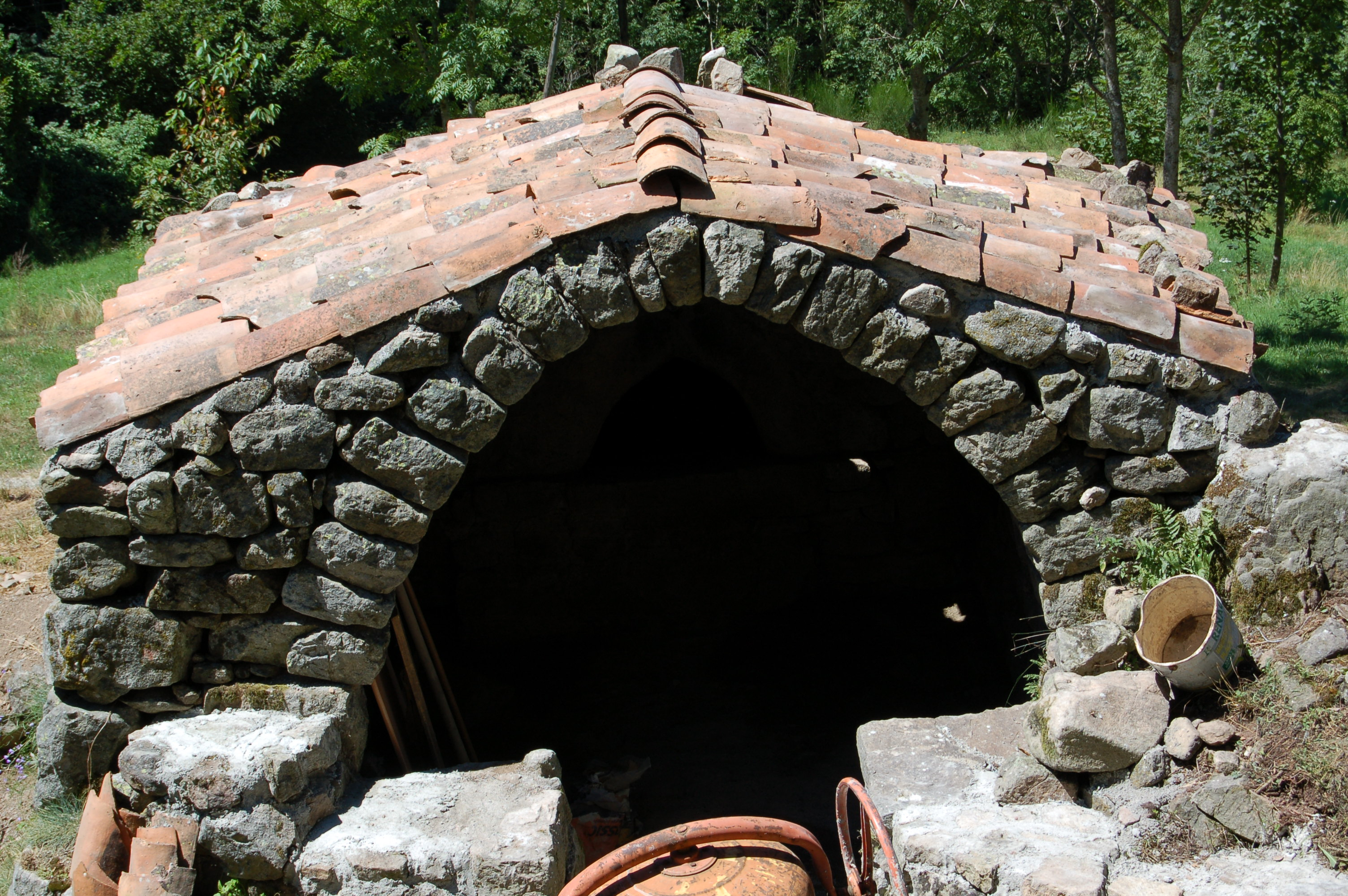
Печь
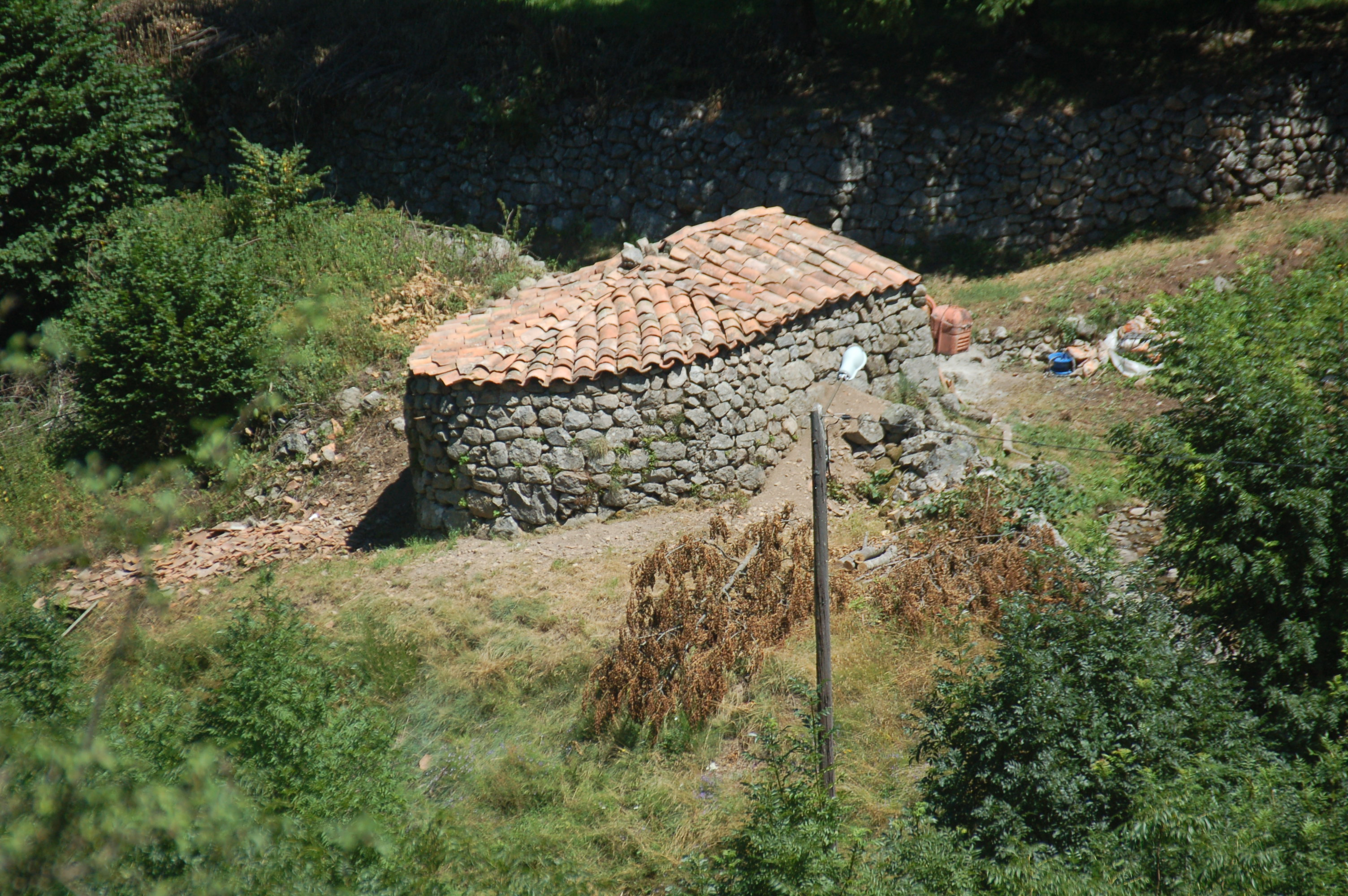
Печь
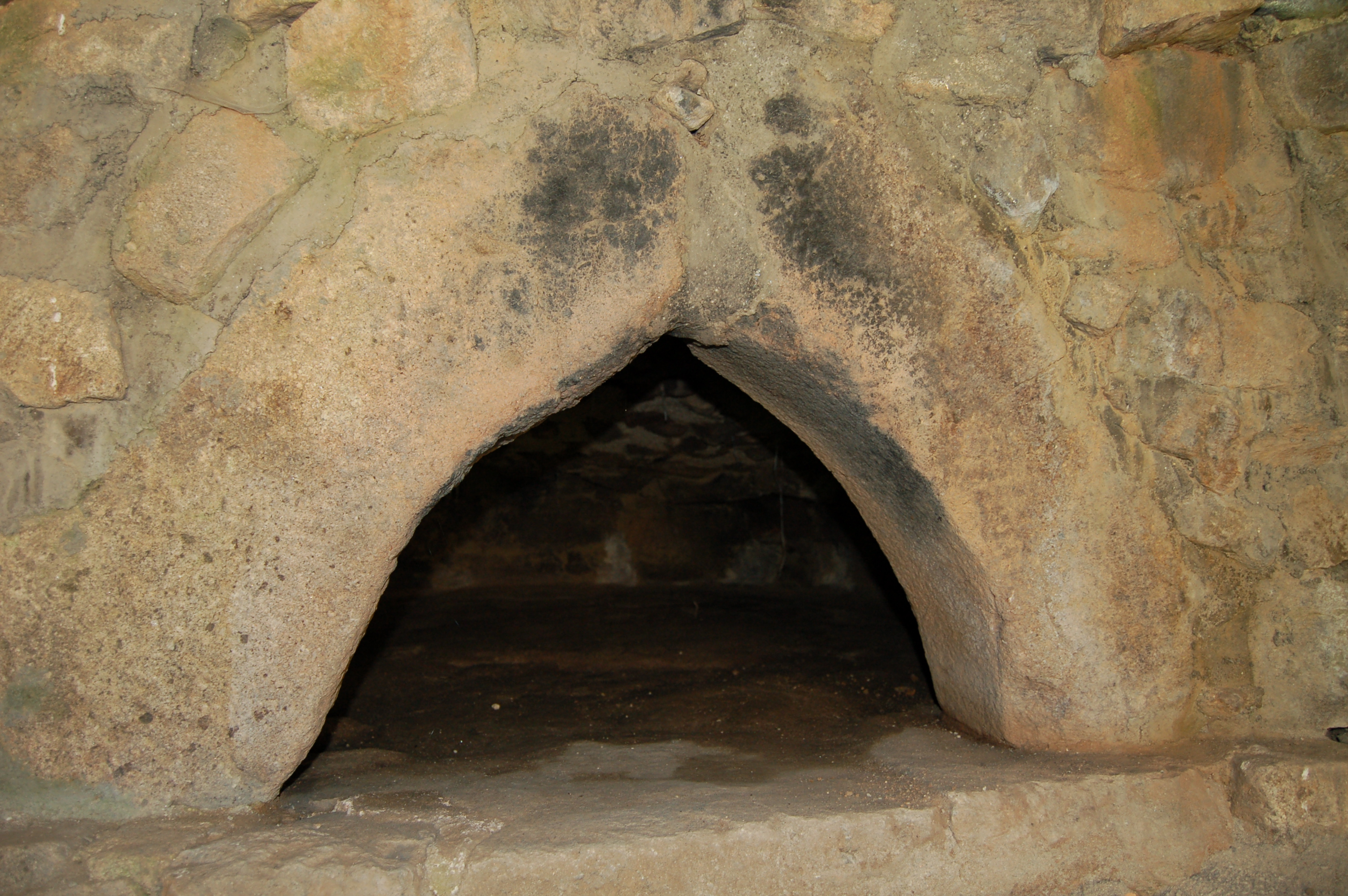
Печь внутри
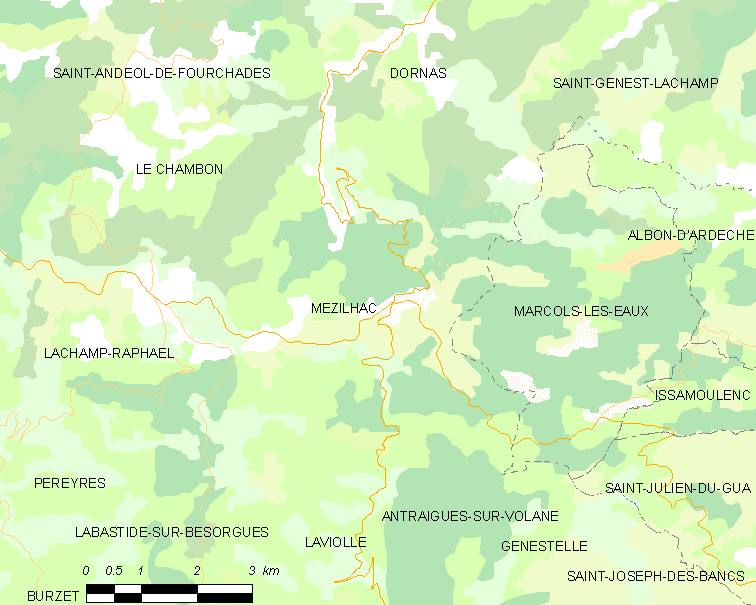
Карта коммуны